# بيت باننبرغ
بيت باننبرغ (بالهولندية: Piet Bannenberg)‏ (3 يناير 1911 – 6 مارس 2002) هو سبّاح هولندي راحل، مثّل بلاده في الألعاب الأولمبية الصيفية 1928.

## روابط خارجية
بيت باننبرغ على موقع الاتحاد الدولي للسباحة (الإنجليزية)
- بيت باننبرغ على موقع أوليمبيديا (الإنجليزية)